# Camping Paradis
Camping Paradis est une série française créée par Michel Alexandre et diffusée depuis le 21 novembre 2006 sur TF1.
Elle est diffusée en Belgique sur RTL-TVI et en Suisse sur RTS Un, elle est aussi rediffusée régulièrement sur TF1, mais également sur TF1 Séries Films depuis le 31 août 2021 et sur TFX entre le 2 janvier 2019 et le 16 décembre 2020.
La série est également disponible gratuitement sur TF1+ depuis le 1er novembre 2023.

## Synopsis
Propriétaire d'un camping hérité de ses parents appelé « Camping Paradis », Tom Delormes et son équipe d'animateurs doivent faire face à l'affluence estivale et gérer tous les problèmes qui peuvent survenir, tout en s'efforçant de satisfaire au mieux les clients.

## Distribution
| Saison | Patron du camping             | Responsable maintenance            | Responsable du bar                 | Responsable des activités sportives  | Responsable de l'accueil            | Compagne de Tom Delormes            | Stagiaire         | Campeur                            |
| ------ | ----------------------------- | ---------------------------------- | ---------------------------------- | ------------------------------------ | ----------------------------------- | ----------------------------------- | ----------------- | ---------------------------------- |
| 1      | Tom Delormes (Laurent Ournac) | André Durieux (Thierry Heckendorn) | Xavier Proteau (Patrick Guérineau) | Amandine Joubert (Géraldine Lapalus) | Rosy (Princess Erika)               | Ariane Leroy (Jennifer Lauret)      |                   | Christian Parizot (Patrick Paroux) |
| 2      | Tom Delormes (Laurent Ournac) | André Durieux (Thierry Heckendorn) | Xavier Proteau (Patrick Guérineau) | Amandine Joubert (Géraldine Lapalus) | Rosy (Princess Erika)               | Ariane Leroy (Jennifer Lauret)      |                   | Christian Parizot (Patrick Paroux) |
| 3      | Tom Delormes (Laurent Ournac) | André Durieux (Thierry Heckendorn) | Xavier Proteau (Patrick Guérineau) | Amandine Joubert (Géraldine Lapalus) | Rosy (Princess Erika)               | Ariane Leroy (Jennifer Lauret)      |                   | Christian Parizot (Patrick Paroux) |
| 4      | Tom Delormes (Laurent Ournac) | André Durieux (Thierry Heckendorn) | Xavier Proteau (Patrick Guérineau) | Amandine Joubert (Géraldine Lapalus) | Rosy (Princess Erika)               | Ariane Leroy (Jennifer Lauret)      |                   | Christian Parizot (Patrick Paroux) |
| 5      | Tom Delormes (Laurent Ournac) | André Durieux (Thierry Heckendorn) | Xavier Proteau (Patrick Guérineau) | Amandine Joubert (Géraldine Lapalus) | Aurélie Constantin (Aurélie Konaté) | Aurélie Constantin (Aurélie Konaté) |                   | Christian Parizot (Patrick Paroux) |
| 6      | Tom Delormes (Laurent Ournac) | André Durieux (Thierry Heckendorn) | Xavier Proteau (Patrick Guérineau) | Amandine Joubert (Géraldine Lapalus) | Aurélie Constantin (Aurélie Konaté) | Aurélie Constantin (Aurélie Konaté) |                   | Christian Parizot (Patrick Paroux) |
| 7      | Tom Delormes (Laurent Ournac) | André Durieux (Thierry Heckendorn) | Xavier Proteau (Patrick Guérineau) | Amandine Joubert (Géraldine Lapalus) | Aurélie Constantin (Aurélie Konaté) |                                     | Sam (Mel Schmück) | Christian Parizot (Patrick Paroux) |
| 8      | Tom Delormes (Laurent Ournac) | André Durieux (Thierry Heckendorn) | Xavier Proteau (Patrick Guérineau) | Adèle (Constance Labbé)              | Audrey Dukor (Candiie)              |                                     |                   | Christian Parizot (Patrick Paroux) |
| 9      | Tom Delormes (Laurent Ournac) | André Durieux (Thierry Heckendorn) | Xavier Proteau (Patrick Guérineau) | Juliette Vanin (Ariane Brodier)      | Audrey Dukor (Candiie)              |                                     |                   | Christian Parizot (Patrick Paroux) |
| 10     | Tom Delormes (Laurent Ournac) | André Durieux (Thierry Heckendorn) | Xavier Proteau (Patrick Guérineau) | Xavier Proteau (Patrick Guérineau)   | Audrey Dukor (Candiie)              |                                     |                   | Christian Parizot (Patrick Paroux) |
| 11     | Tom Delormes (Laurent Ournac) | André Durieux (Thierry Heckendorn) | Xavier Proteau (Patrick Guérineau) | Xavier Proteau (Patrick Guérineau)   | Audrey Dukor (Candiie)              |                                     |                   | Christian Parizot (Patrick Paroux) |
| 12     | Tom Delormes (Laurent Ournac) | André Durieux (Thierry Heckendorn) | Xavier Proteau (Patrick Guérineau) | Xavier Proteau (Patrick Guérineau)   | Audrey Dukor (Candiie)              | Stéphanie (Juliette Chêne)          |                   | Christian Parizot (Patrick Paroux) |
| 13     | Tom Delormes (Laurent Ournac) | André Durieux (Thierry Heckendorn) | Xavier Proteau (Patrick Guérineau) | Xavier Proteau (Patrick Guérineau)   | Audrey Dukor (Candiie)              | Stéphanie (Juliette Chêne)          |                   | Christian Parizot (Patrick Paroux) |
| 14     | Tom Delormes (Laurent Ournac) | André Durieux (Thierry Heckendorn) | Xavier Proteau (Patrick Guérineau) | Xavier Proteau (Patrick Guérineau)   | Audrey Dukor (Candiie)              | Stéphanie (Juliette Chêne)          |                   | Christian Parizot (Patrick Paroux) |
| 15     | Tom Delormes (Laurent Ournac) | André Durieux (Thierry Heckendorn) | Xavier Proteau (Patrick Guérineau) | Xavier Proteau (Patrick Guérineau)   | Audrey Dukor (Candiie)              | Stéphanie (Juliette Chêne)          |                   | Christian Parizot (Patrick Paroux) |
| 16     | Tom Delormes (Laurent Ournac) | André Durieux (Thierry Heckendorn) | Xavier Proteau (Patrick Guérineau) | Xavier Proteau (Patrick Guérineau)   | Audrey Dukor (Candiie)              | Stéphanie (Juliette Chêne)          |                   | Christian Parizot (Patrick Paroux) |

### Acteurs principaux
- Laurent Ournac : Tom Delormes, le propriétaire et directeur du camping
- Patrick Guérineau : Xavier Proteau, le barman du camping (depuis la saison 1) et le responsable des sports (depuis la saison 10)
- Thierry Heckendorn : André Durieux, le régisseur du camping
- Patrick Paroux : Christian Parizot, campeur fidèle depuis plus de 35 ans, originaire de Colmar (depuis la saison 1)

- Candiie : Audrey Dukor, la responsable de l'accueil (depuis la saison 8)

### Anciens acteurs principaux
- Olivier Saladin : André Durieux, le régisseur du camping (saison 1, 2 épisodes)
- Jennifer Lauret : Ariane Leroy, ancienne kiné du camping (saisons 1 à 3, invitée saison 4 et crossover avec Joséphine ange gardien)
- Princess Erika : Rosy, ancienne responsable de l'accueil (saisons 1 à 4)
- Géraldine Lapalus : Amandine Joubert, ancienne responsable des sports (saisons 1 à 7, invitée saisons 8, 10 et 16)
- Aurélie Konaté : Aurélie Constantin, ancienne responsable de l'accueil (saisons 5 à 7)
- Constance Labbé : Adèle, ancienne responsable des sports (saison 8, invitée saison 9)
- Ariane Brodier : Juliette Vanin, ancienne responsable des sports (saison 9)
- Juliette Chêne : Stéphanie, Infirmière et petite-amie de Tom (saisons 12 à 16)

### Anciens acteurs secondaires
- Barbara Probst : Elsa Delormes, petite sœur de Tom (saisons 1 à 3, invitée saisons 9 et 11) ;
- Alexandra Vandernoot : Françoise Leroy, mère d'Ariane (saisons 1 à 2) ;
- Jean-Pierre Bouvier : Clément Leroy, père d'Ariane (saisons 1 à 2 et crossover avec Joséphine ange gardien) ;
- Julien Cafaro : Hervé Maubert, avocat et compagnon de Jean-Pierre (saisons 1 à 4) ;
- Christian Pereira : Jean-Pierre « Jean-Pi », compagnon d'Hervé (saison 1) ;
- Gérard Chaillou : Jean-Pierre « Jean-Pi », compagnon d'Hervé (saisons 2 à 3) ;
- Franz-Rudolf Lang : Gilles, vacancier solitaire (saisons 3 à 5, 8 et 10) ;
- Alexandre Thibault : Mathieu, directeur du camping rival Camping du Beau Rivage et compagnon de Rosy (saisons 1, 2 et 6) ;

### Invités notables
Chaque saison, les équipes de JLA Holding parviennent à convaincre de nombreuses célébrités de jouer dans Camping Paradis. Voici une liste non exhaustive. On notera que plusieurs comédiens sont apparus dans plusieurs épisodes, sans jamais jouer le même rôle, et nombre d'entre eux ont joué des rôles récurrents dans les feuilletons et séries Plus belle la vie, Plus belle la vie, encore plus belle, Scènes de ménages, Demain nous appartient, Ici tout commence, Un si grand soleil, Section de recherches, Les Mystères de l'amour et Nos chers voisins.
- Agnès Soral (saison 1) ;
- Gil Alma (saisons 1 et 6) ;
- Chantal Ladesou (saison 1) ;
- Arièle Sémenoff (saisons 1 et 9) ;
- Anne Caillon (saisons 1, 5 et 11) ;
- Bruno Debrandt (saison 1) ;
- Cécile Bois (saison 1) ;
- Guillaume de Tonquédec (saison 1) ;
- Roland Magdane (saison 1) ;
- Carole Richert (saisons 1, 10 et 13) ;
- Ginette Garcin† (saison 1) ;
- Éric Laugérias (saisons 2 et 4) ;
- Pascal Légitimus (saisons 2 et 14) ;
- Matthias Van Khache (saisons 2 et 10) ;
- Élisa Servier (saisons 2 et 7) ;
- Isabelle Vitari (saison 2) ;
- Eva Darlan (saison 2) ;
- Claudia Tagbo (saison 2) ;
- Mélanie Maudran (saison 2) ;
- Philippe Caroit (saisons 2 et 8) ;
- Smaïn (saison 2) ;
- Marie Fugain (saisons 2 et 6) ;
- Arnaud Gidoin (saisons 2 et 9) ;
- Thomas Séraphine (saisons 2, 5, 10 et 15) ;
- Christian Rauth (saison 2) ;
- Sophie Mounicot (saison 3) ;
- Guillaume Denaiffe (saisons 3, 5, 8 et 15) ;
- Alexandre Varga (saisons 3, 6 et 9) ;
- Jérémie Covillault (saisons 3, 6 et 10) ;
- Isabelle de Botton (saison 3) ;
- Patrick Raynal (saisons 3, 5 et 11) ;
- Tonya Kinzinger (saison 3) ;
- Philippe Lelièvre (saison 3) ;
- Noémie Elbaz (saisons 3 et 7) ;
- Julie Arnold (saisons 3 et 10) ;
- Jean Dell (saisons 3 et 11) ;
- Catherine Erhardy (saisons 3 et 6) ;
- Patrick Bouchitey (saison 3) ;
- Anne Richard (saison 3) ;
- Patrick Braoudé (saison 4) ;
- Delphine McCarty (saison 4) ;
- Bernard Alane (saison 4) ;
- Catherine Marchal (saison 4) ;
- Emmanuelle Boidron (saison 4) ;
- Laurent Olmedo (saisons 4 et 9) ;
- Jean-Pascal Lacoste (saison 4) ;
- Éric Métayer (saison 4) ;
- Charlie Nune (saisons 5 et 8) ;
- Dounia Coesens (saisons 5 et 10) ;
- Dorothée Pousséo (saison 5) ;
- Philippine Leroy-Beaulieu (saison 5) ;
- Patrick Puydebat (saisons 5 et 12) ;
- Elsa Esnoult (saison 6) ;
- Ingrid Chauvin (saison 6) ;
- Laetitia Milot (saison 6) ;
- Bruno Slagmulder (saison 6) ;
- Alexandre Brasseur (saison 6) ;
- Jean-Baptiste Martin (saison 6) ;
- Jean-Michel Martial† (saison 6) ;
- Frédéric Bouraly (saison 6) ;
- Stéphanie Pasterkamp (saisons 6 et 9) ;
- Kamel Belghazi (saisons 6 et 13) ;
- Delphine Chanéac (saison 6) ;
- Guillaume Cramoisan (saison 6) ;
- Louisy Joseph (saison 7) ;
- Denis Maréchal (saisons 7 et 14) ;
- Christelle Reboul (saison 7) ;
- Martin Lamotte (saison 7) ;
- Laury Thilleman (saison 7) ;
- Fred Bianconi (saison 7) ;
- Frank Lebœuf (saison 7) ;
- Michel Jonasz (saison 7) ;
- Jean-Luc Bideau (saison 7) ;
- Mathilde Lebrequier (saison 7) ;
- Chrystelle Labaude (saison 7) ;
- Véronique Jannot (saisons 8 et 16) ;
- Cécilia Cara (saison 8) ;
- Véronique Jannot (saison 8) ;
- Dominique Frot (saison 8) ;
- Sören Prévost (saison 8) ;
- Serge Dupire (saison 8) ;
- Marion Game† (saison 8) ;
- Franck Monsigny (saison 8) ;
- Juliette Chêne (saison 8)[2] ;
- Élodie Varlet (saison 8) ;
- Vanessa Demouy (saison 9) ;
- Mathieu Delarive (saison 9) ;
- Rebecca Hampton (saisons et 14) ;
- Arthur Jugnot (saison 9) ;
- Léa François (saison 10) ;
- Mimie Mathy (saison 10) ;
- Jérôme Anger (saisons 10 et 15) ;
- Éléonore Sarrazin (saison 10) ;
- Benoît Michel (saison 10) ;
- Virginie Ledieu (saison 10) ;
- Aurélie Vaneck (saison 10) ;
- Virginie Guilhaume (saison 10) ;
- Véronique Genest (saison 11) ;
- Avy Marciano (saison 11) ;
- Grégory Questel (saison 11) ;
- Caroline Bourg (saison 11) ;
- Franck Sémonin (saison 11) ;
- Luce Mouchel (saison 11) ;
- Sophie Duez (saison 11) ;
- Jérémy Charvet (saison 11) ;
- Sandrine Quétier (saison 11) ;
- Charlie Joirkin (saison 11) ;
- Patrick Sébastien (saison 12) ;
- Linda Hardy (saison 12) ;
- Didier Gustin (saison 12) ;
- Valérie Bègue (saison 12) ;
- Amanda Lear (saison 12) ;
- Marie Guillard (saison 12) ;
- Shirley Bousquet (saison 12) ;
- Philippe Lavil (saison 12) ;
- Vincent Lagaf' (saison 13) ;
- Marwan Berreni† (saison 13) ;
- Sophie de La Rochefoucauld (saison 13) ;
- Manon Chevallier (saison 13) ;
- Aurore Delplace (saison 13) ;
- Philippe Bas (saison 13) ;
- Corinne Touzet (saison 13) ;
- Keen'V (saisons 13 et 15) ;
- Cartman (saison 13) ;
- Issa Doumbia (saison 13) ;
- Diane Dassigny (saison 13) ;
- Hubert Benhamdine (saison 13) ;
- Fabienne Carat (saison 14) ;
- Ariane Séguillon (saison 14) ;
- Laurent Gamelon (saison 14) ;
- Anthony Dupray (saison 14) ;
- Frank Delay (saison 14) ;
- Joy Esther (saison 14) ;
- Héloïse Martin (saison 14) ;
- Juliette Tresanini (saison 15) ;
- Xavier Deluc (saison 15) ;
- Christelle Chollet (saison 15) ;
- Alex Goude (saison 15) ;
- Natacha Amal (saison 15) ;
- Natasha St-Pier (saison 15) ;
- Fayçal Azizi (saison 15) ;

## Production

### Développement
Initialement appelée Les Flots Bleus (dans un épisode, Tom cite même ce nom comme un camping rival), la série mettait au départ Vincent Lagaf, dans le rôle de Tom Delormes, un directeur de camping très sportif pratiquant des activités liées aux sports extrêmes. Jean-Marie Bigard a été également approché pour jouer le rôle principal, mais c'est finalement Laurent Ournac qui a décroché le rôle. En résultat, le personnage de Tom a été repensé, Laurent Ournac ne pratiquant pas le jet-ski ni l'escalade, Tom est donc devenu plus débonnaire, plus disponible pour ses clients et se déplace en voiturette électrique.
Le personnage de Tom était au départ supposé être veuf et élever seul, deux grands enfants, mais l'âge de Laurent Ournac, 26 ans à l'époque, ne rendait pas le personnage très crédible. Le scénario a été repensé pour que Tom soit le successeur du camping de ses parents et garde un œil sur sa jeune sœur Elsa.
Après le succès de l'émission de téléréalité Mon incroyable fiancé en 2005 sur TF1, dans laquelle il est le protagoniste, Laurent Ournac se voit proposer par la chaîne un téléfilm, Les Enfants. Convaincue par sa performance, la chaîne et le producteur Jean-Luc Azoulay lui proposent la série Camping Paradis. Cependant, le scénario nécessite d'être réécrit pour que le personnage principal corresponde au comédien.
La série, par son thème principal, le choix des acteurs et la typologie de ses personnages, est très proche de la série allemande Die Camper (de)[réf. souhaitée], diffusée sur la chaîne RTL Television de 1997 à 2006, puis rediffusée par la chaîne Super RTL en 2009.
On peut également trouver quelques inspirations de la série américaine La croisière s'amuse au niveau de la trame : un couple arrive au camping en situation de séparation avec ou sans enfant(s) puis se réconcilie à la fin de l'épisode ; deux personnes ne se connaissant pas se rencontrent et tombent amoureux l'un de l'autre non sans quelques péripéties ; un membre du staff rencontre une ancienne connaissance avec qui il a eu une histoire passée plus ou moins douloureuse (familiale, amicale ou amoureuse) et un de ses collègues du camping parvient à les réconcilier.
Une web-série intitulée Camping 0.0 et composée de six épisodes d'environ 2 minutes est diffusée à partir du 3 octobre 2011. Elle met en scène l'équipe essayant de réaliser des vidéos valorisant la vie sur le camping pour attirer de nouveaux clients.

### Changements dans la distribution artistique
- Laurent Ournac et Patrick Guérineau sont les seuls acteurs à apparaître dans tous les épisodes de la série.
- Olivier Saladin, présent lors de deux épisodes de la première saison, est remplacé par la suite par Thierry Heckendorn.
- En décembre 2012, Jennifer Lauret annonce qu'elle a quitté la série en avril de la même année, apparaissant pour la dernière fois dans le premier épisode de la quatrième saison. Elle considère qu'elle est arrivée au bout de son personnage, et de l'histoire entre Tom et Ariane[6].
- Quelques jours plus tard, Princess Erika annonce à son tour qu'elle va quitter la série à la fin de la quatrième saison, trouvant également que son personnage n'évolue plus malgré ses multiples demandes aux scénaristes[7].
- En 2013, Aurélie Konaté intègre la distribution de la cinquième saison dans le rôle d'Aurélie[8].
- Le 29 février 2016, Aurélie Konaté quitte la série et déclare sur son compte Twitter qu'elle ne l'a pas décidée[9].
- En juin 2016, il est révélé que Candiie interprétera le rôle d'Audrey. La même année, Constance Labbé est sélectionnée pour incarner Adèle. Géraldine Lapalus quitte la série après le deuxième épisode de la saison 8, mais revient dans un épisode de la saison 10[10].
- En 2017, Constance Labbé (Adèle) quitte la série. Elle est remplacée par Ariane Brodier qui interprète le rôle de Juliette pour trois épisodes.

### Tournage
L'épisode pilote est tourné au camping « Les Coteaux de la Marine », un camping 4 étoiles situé sur le plateau de Valensole (Alpes-de-Haute-Provence). Des séquences sont également tournées dans le village de Moustiers-Sainte-Marie situé dans les Gorges du Verdon, et au bord du lac de Sainte-Croix.
Les deuxième et troisième épisodes sont tournés dans le camping « Les Gorges du Chambon », un camping 4 étoiles situé à Eymouthiers (Charente), à environ quarante kilomètres à l’est d’Angoulême,.
Par la suite, la production s'installe définitivement au « Camping de l’Arquet », un établissement installé sur la Côte Bleue dans le village de La Couronne à Martigues (Bouches-du-Rhône). Des images sont aussi tournées sur la plage de La Saulce, et dans le centre-ville de Martigues. Cet emplacement a notamment été choisi pour sa facilité d'accès pour les équipes et les comédiens venant de Paris. La série prenant de l'ampleur et les équipements se multipliant (bar, supérette...), un faux camping a été construit à côté du vrai, mais certaines séquences sont toujours tournées au milieu de vrais campeurs. Le tournage a lieu en basse saison, d'avril à juillet et de septembre à décembre.

### Fiche technique
- Titre original : Camping Paradis
- Création de la série : Michel Alexandre
- Réalisation : Philippe Proteau, Didier Albert, François Guérin, Éric Duret, Bruno Garcia, Pascal Heylbroeck, Sylvie Ayme, Nicolas Copin[15]...
- Scénario : Nicolas Douay, Jean-Carol Larrivé, France Corbet, Maïa Muller, Monica Rattazzi, Thomas Perrier, David Pharao, Alain Robillard, Jérôme Michaud-Larivière, Sébastien Paris, Eric Vérat, Magali Pouzot...
- Décors : Gérald Fauritte, François Salisch
- Costumes : Mahadevi Apavou, Chantal Castelli, Sophie Puig, Valérie Cabeli...
- Photographie : Jean-Marie Chevron, Jean-Pierre Hervé et Olivier Guarguir
- Montage : Claude-France Husson, Pascal Jauffrès, Alexandre Landreau, Violeta Fernandez, Anthony Bellagamba...
- Musique : Frédéric Porte
- Casting : Bruno Delahaye, Sylvie Brocheré...
- Production : Jean-Luc Azoulay, Richard Berkowitz et Nicolas Douay
- Production exécutive : Bernard Paccalet
- Directeur de Production : Stephane Bourgine, Alain Bucaille
- Sociétés de production :
- Production : JLA Holding
- Participation : TF1, RTL-TVI, RTS et CNC
- Sociétés de distribution (télévision) : TF1 (France)
- Budget :
- Pays d'origine :  France
- Langue originale : français
- Genre : comédie
- Durée : environ 90 minutes par épisode

## Diffusion internationale
- Hongrie : Magyar Televízió
- Belgique : RTL-TVI
- Suisse : RTS Un

## Audiences
Selon Allociné, le succès de la série qui fait encore de très bon scores d'audience même après 17 ans d'existence (4,5 millions en moyenne), est surtout dû au remède qu'il représente face à la morosité ambiante et le fait que la série soit un divertissement familial sans prise de tête.
| Saison | Nombre d'épisodes | Horaire       | Diffusion en France | Diffusion en France | Audiences (en millions) | Audiences (en millions) | Audiences (en millions) |
| Saison | Nombre d'épisodes | Horaire       | Début de saison     | Fin de saison       | Première                | Finale                  | Moyenne                 |
| ------ | ----------------- | ------------- | ------------------- | ------------------- | ----------------------- | ----------------------- | ----------------------- |
| 1      | 7                 | Lundi 21 h    | 22 novembre 2006    | 26 avril 2010       | 9,10                    | 7,88                    | 7,50                    |
| 2      | 6                 | Lundi 21 h    | 30 août 2010        | 25 avril 2011       | 6,29                    | 6,70                    | 6,97                    |
| 3      | 6                 | Lundi 21 h    | 5 septembre 2011    | 24 septembre 2012   | 5,74                    | 4,98                    | 6,05                    |
| 4      | 6                 | Lundi 21 h    | 15 octobre 2012     | 27 mai 2013         | 6,23                    | 6,44                    | 6,18                    |
| 5      | 6                 | Lundi 21 h    | 7 octobre 2013      | 24 mars 2014        | 5,91                    | 5,93                    | 5,84                    |
| 6      | 7                 | Lundi 21 h    | 17 novembre 2014    | 6 avril 2015        | 5,61                    | 5,96                    | 5,92                    |
| 7      | 6                 | Lundi 21 h    | 23 juin 2015        | 29 février 2016     | 5,98                    | 5,58                    | 5,71                    |
| 8      | 6                 | Lundi 21 h    | 5 juillet 2016      | 24 avril 2017       | 5,91                    | 5,77                    | 5,53                    |
| 9      | 6                 | Lundi 21 h    | 5 septembre 2017    | 23 avril 2018       | 5,17                    | 5,03                    | 4,68                    |
| 10     | 6                 | Lundi 21 h    | 27 août 2018        | 3 juin 2019         | 3,97                    | 3,50                    | 4,14                    |
| 11     | 6                 | Lundi 21 h    | 24 juin 2019        | 6 juillet 2020      | 4,13                    | 3,92                    | 3,81                    |
| 12     | 4                 | Lundi 21 h 5  | 5 juillet 2021      | 6 décembre 2021     | 5,43                    | 4,52                    | 4,97                    |
| 13     | 5                 | Lundi 21 h 10 | 30 août 2021        | 29 août 2022        | 4,30                    | 3,67                    | 3,95                    |
| 14     | 6                 | Lundi 21 h 10 | 3 juillet 2023      | 15 juillet 2024     | 4,49                    | 4,30                    | 4,26                    |
| 15     | 6                 | Lundi 21 h 10 | 8 juillet 2024      | 30 juin 2025        | 3,97                    | 3,73                    | 3,69                    |
| 16     |                   | Lundi 21 h 10 | 7 juillet 2025      |                     | 3,77                    |                         |                         |

Les six premières saisons de la série sont suivies en moyenne par 6,41 millions de téléspectateurs. Le premier épisode de la première saison réalise la meilleure audience de la série avec 9,1 millions de téléspectateurs.
La première saison, diffusée épisodiquement sur cinq ans, est suivie par une moyenne de 7,50 millions de téléspectateurs, ce qui en fait la saison la plus regardée de la série. La deuxième saison voit son audience diminuer de 530 000 téléspectateurs pour se stabiliser à 6,97 millions de téléspectateurs. L'audience de la troisième saison continue à s'effriter, attirant 6,05 millions de téléspectateurs. La quatrième saison a une audience en hausse de 130 000 téléspectateurs, étant suivi en moyenne par 6,18 millions de téléspectateurs. L'audience de la cinquième saison baisse de 340 000 téléspectateurs, passant sous la barre des six millions avec une moyenne de 5,84 millions de téléspectateurs. La sixième saison voit son audience augmenter légèrement de 80 000 téléspectateurs, attirant 5,92 millions de téléspectateurs.
Audience française moyenne par saison*

## Croisements avecJoséphine, ange gardien
Deux épisodes spéciaux avec les personnages de la série Joséphine, ange gardien ont été tournés : le premier, Trois campeurs et un mariage, a été diffusé le 12 mars 2018 ; le deuxième Un ange gardien au camping a été diffusé le 10 septembre 2018.
L'épisode de Joséphine, qui est intitulé Trois campeurs et un mariage, est un succès, avec plus de  6 769 000 téléspectateurs (soit 26,9 % de part d'audience) .
Quant à celui de Camping Paradis, qui est nommé Un ange gardien au camping, il est également un succès, en rassemblant plus de  4 827 000 millions de téléspectateurs (soit 21 % de part d'audience) .

## Spin-off
En novembre 2023, on apprend qu'un spin-off autour du personnage de Christian Parizot est en préparation, il suit le mythique campeur dans une enquête de police, à la manière d'Agatha Christie.
Le premier épisode est diffusé le 7 octobre 2024 et est un succès d'audience, un second épisode, lui aussi couronné de succès est diffusé le 31 mars 2025.

## Réception critiques
Sur Allociné, la série obtient une moyenne de 2,1/5 pour 1 988 notes.
Sophie Le Gall, de Télérama, trouve que, malgré la « platitude du scénario », le pilote de la série fait part d'une certaine tendresse concernant son héros, Tom Delormes. Mais dès le deuxième épisode, le personnage a « perdu toute sa fraîcheur » et l'intrigue devient très prévisible.
Pour les premiers épisodes, Télé Loisirs parle d'une « sympathique comédie familiale » dont le seul but est de divertir, qui est cependant gâchée par « des situations improbables et des gags parfois poussifs », et n'évitant aucun cliché,,.

## Produits dérivés

### Sorties en DVD
- Camping Paradis, vol. 1 (7 DVD) paru le 13 octobre 2010. (7 épisodes de la saison 1)
- Camping Paradis, vol. 2 (6 DVD) paru le 12 octobre 2011. (6 épisodes de la saison 2)
- Camping Paradis, vol. 3 (6 DVD) paru le 6 octobre 2012. (6 épisodes de la saison 3)
- Camping Paradis, vol. 4 (6 DVD) paru le 2 octobre 2013. (6 épisodes de la saison 4)
- Camping Paradis, vol. 5 (6 DVD) paru le 1er octobre 2014. (6 épisodes de la saison 5)
- Camping Paradis, vol. 6 (6 DVD) paru le 21 octobre 2015. (6 épisodes de la saison 6)
- Camping Paradis, vol. 7 (7 DVD) paru le 4 octobre 2016. (7 épisodes de la saison 7)
- Camping Paradis, vol. 8 (6 DVD) paru le 30 septembre 2017. (6 épisodes de la saison 8)
- Camping Paradis, vol. 9 (4 DVD) paru le 14 novembre 2018. (12 épisodes de la saison 9)
- Camping Paradis, vol. 10 et 11 (8 DVD) paru le 1er décembre 2021. (6 épisodes de la saison 10 et de la saison 11 + 3 épisodes bonus de la saison 12)
- Camping Paradis, saison 1 à 7 (44 DVD) paru le 3 octobre 2017. (44 épisodes des 7 saisons)

### Jeux
- Camping Paradis : Le Jeu, Android et iPhone

## Label
Un label appelé Camping Paradis, inspiré par la série, est opérationnel depuis 2020,.